# Giải MAMA cho Nghệ sĩ của năm
Giải MAMA cho Nghệ sĩ của năm (tiếng Hàn: 올해의 가수상), trước đây là Giải thưởng Âm nhạc Châu Á Mnet cho Nghệ sĩ của năm, là một giải daesang được CJ E&M (Mnet) trao hàng năm cho các nghệ sĩ dựa trên thành tích về nghệ thuật, trình độ kỹ thuật và sự xuất sắc nói chung trong ngành công nghiệp âm nhạc. Giải được trao lần đầu tiên cho TVXQ tại Giải thưởng Âm nhạc Châu Á Mnet lần thứ 8 được tổ chức vào năm 2006.

## Danh sách nghệ sĩ được đề cử và giành chiến thắng

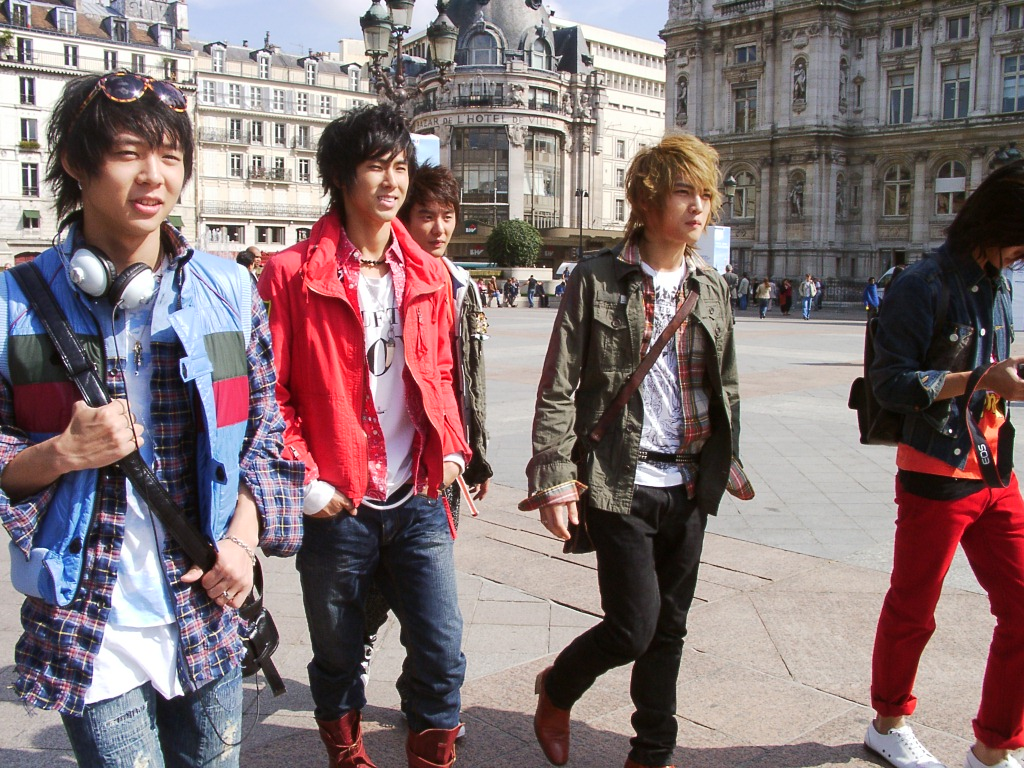
TVXQ (2006)

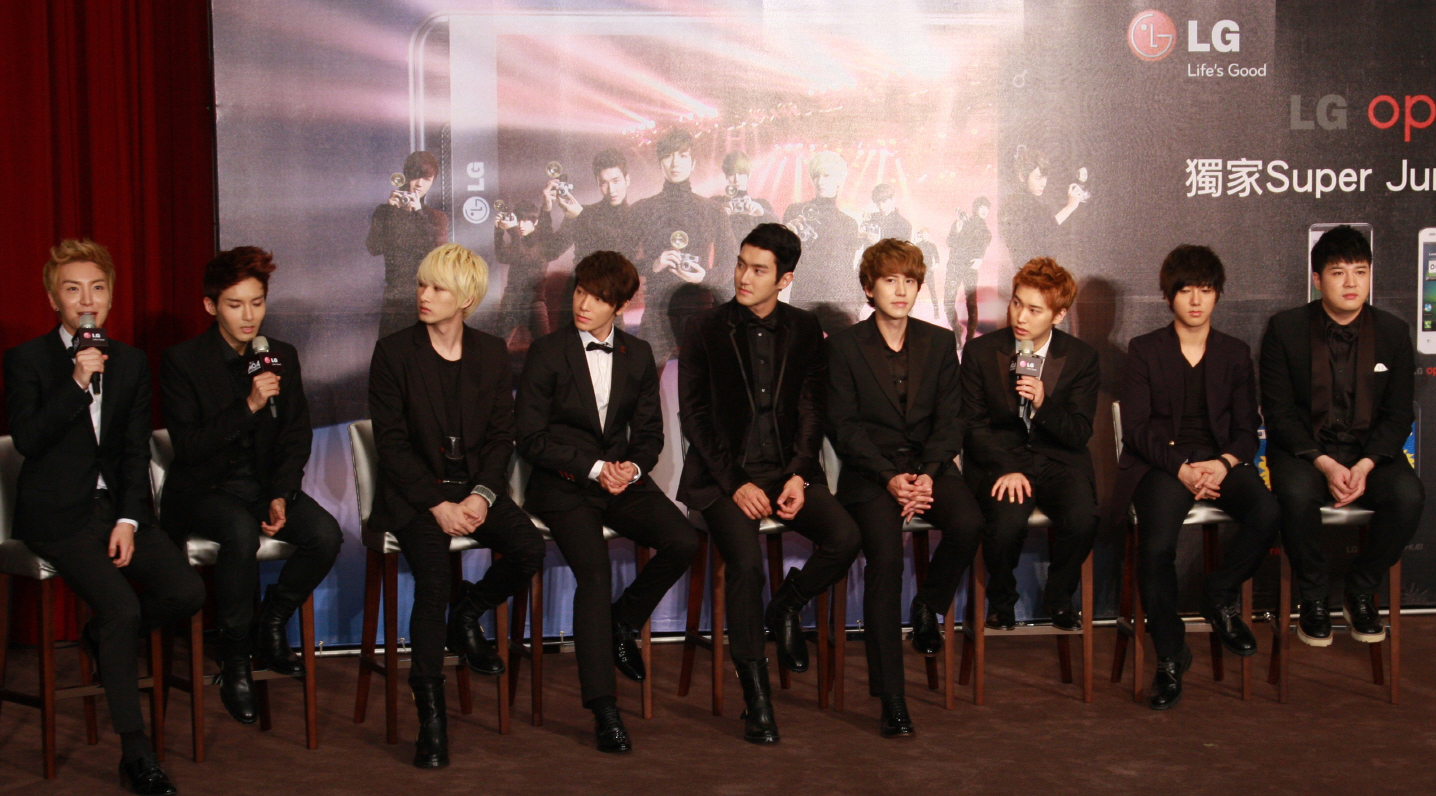
Super Junior (2007)

Big Bang (2008, 2012, 2015)

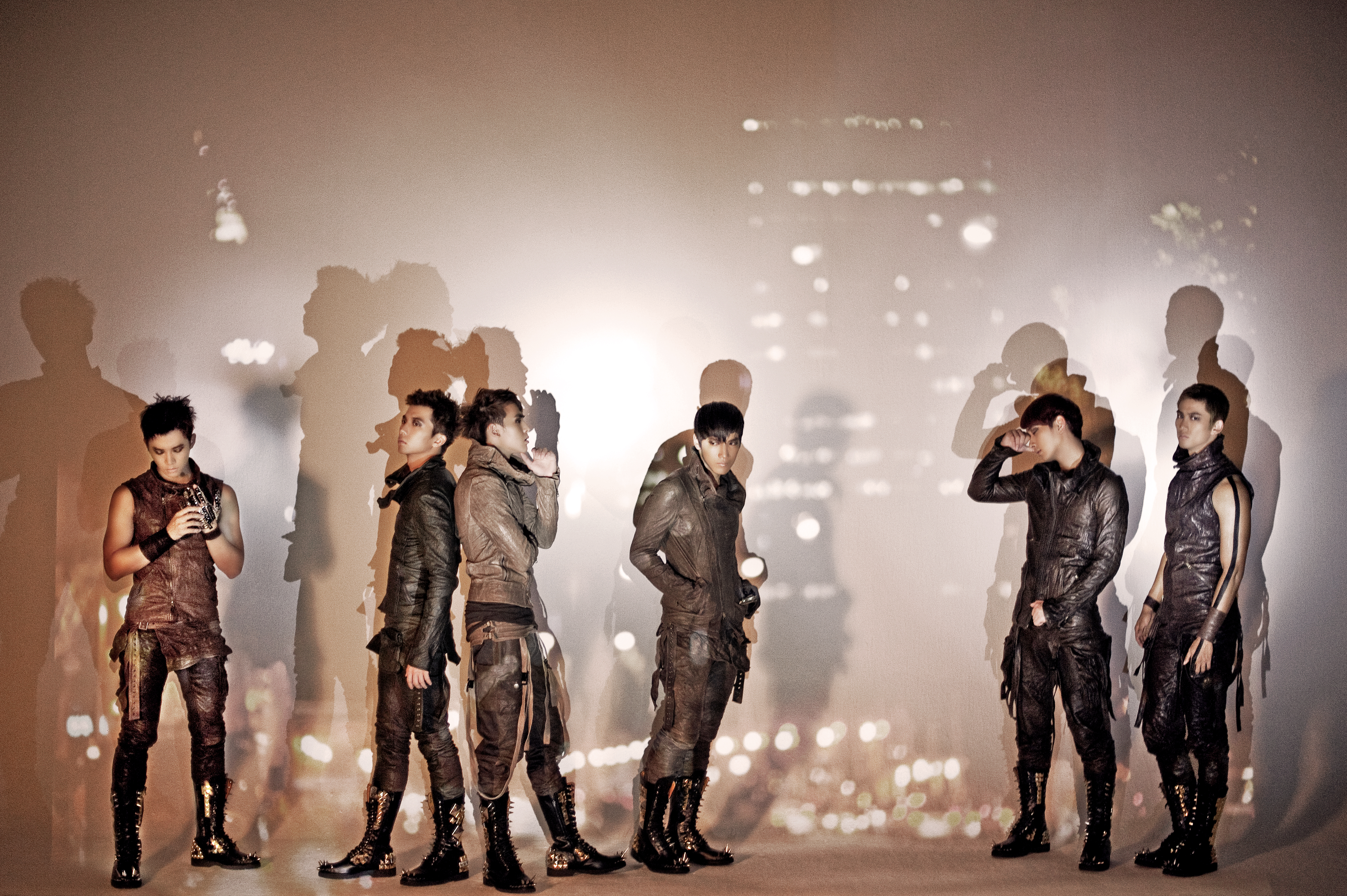
2PM (2009)

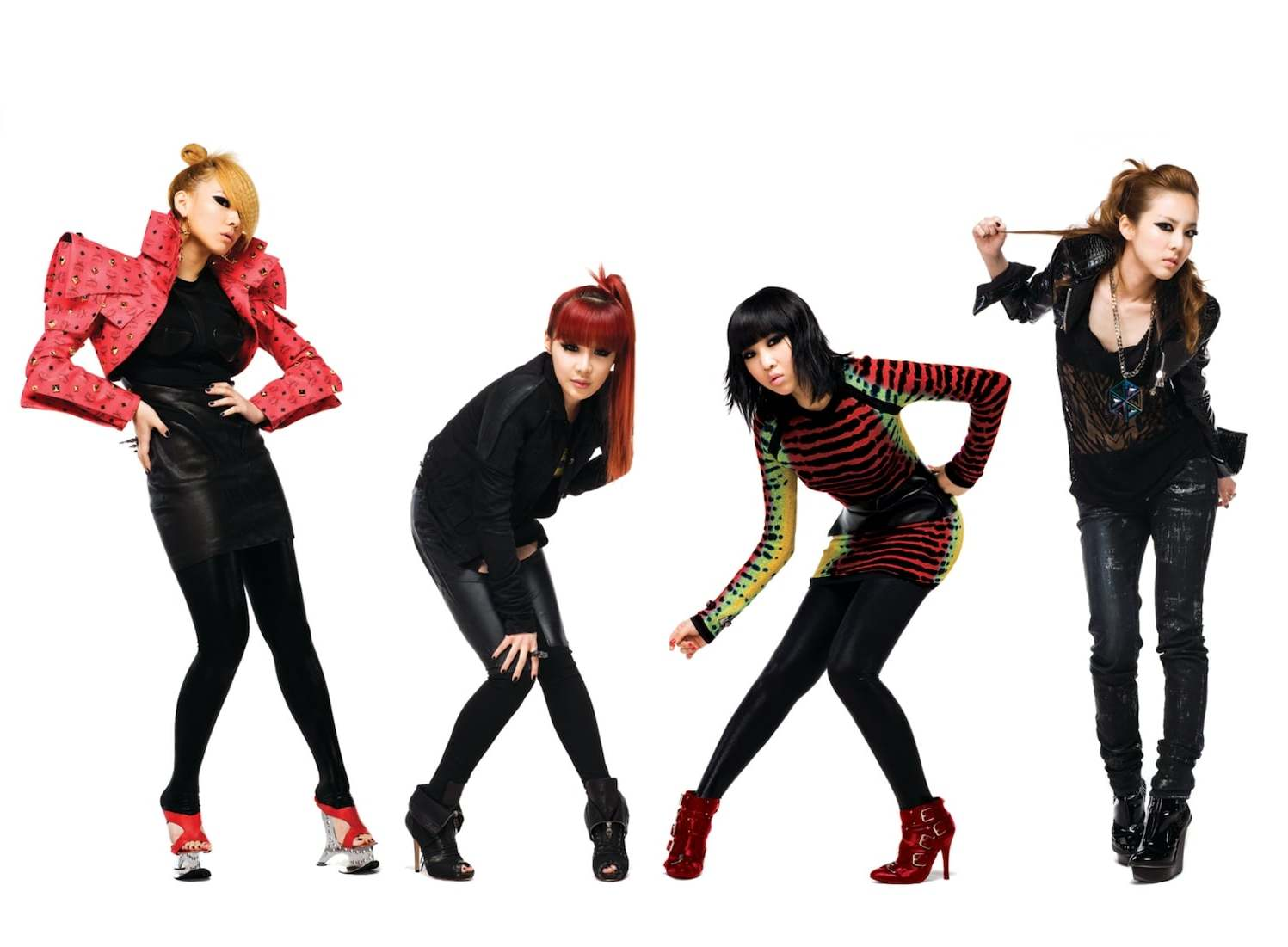
2NE1 (2010)

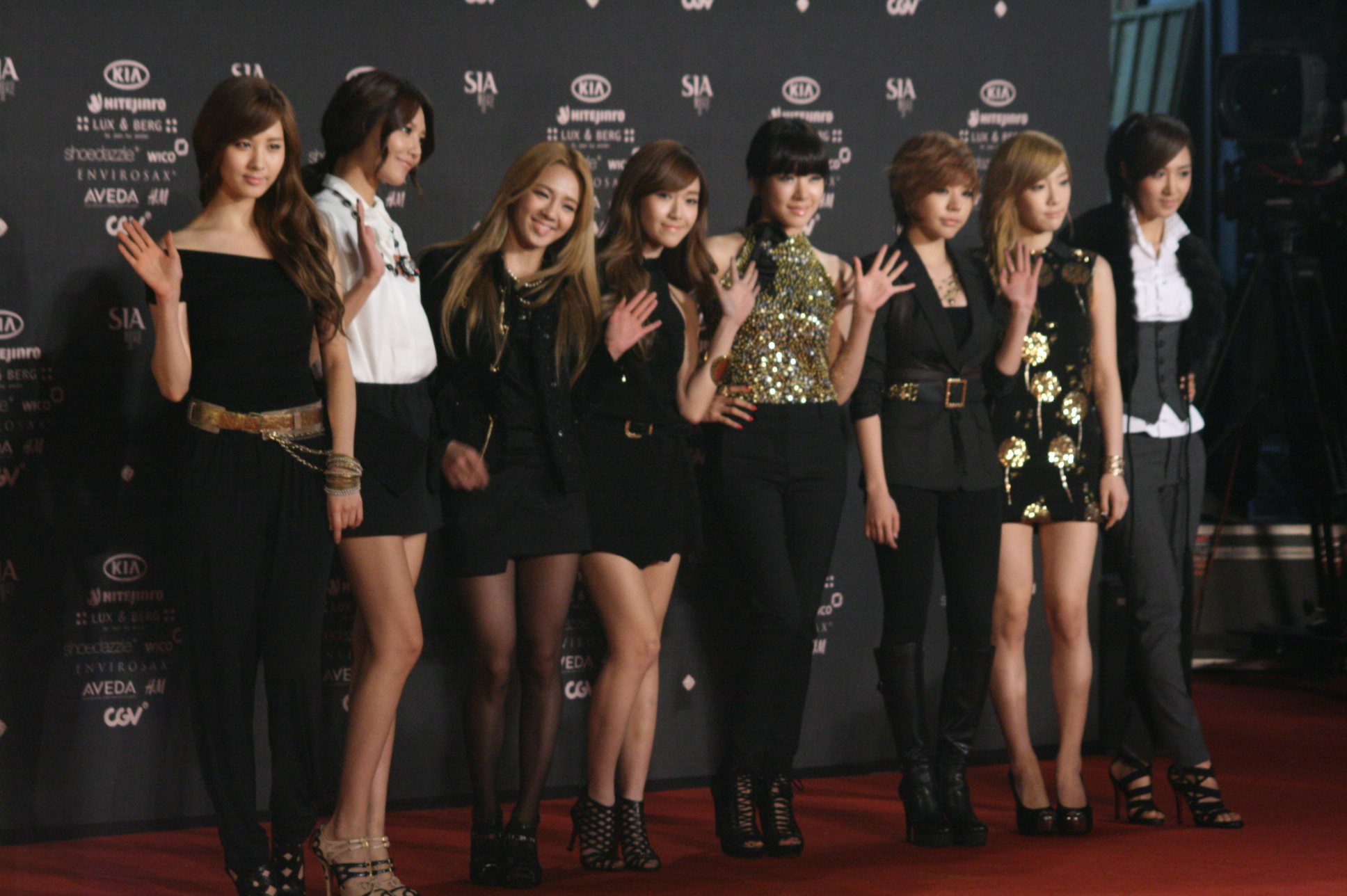
Girls' Generation (2011)

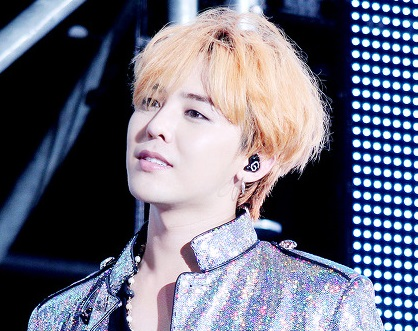
G-Dragon (2013)

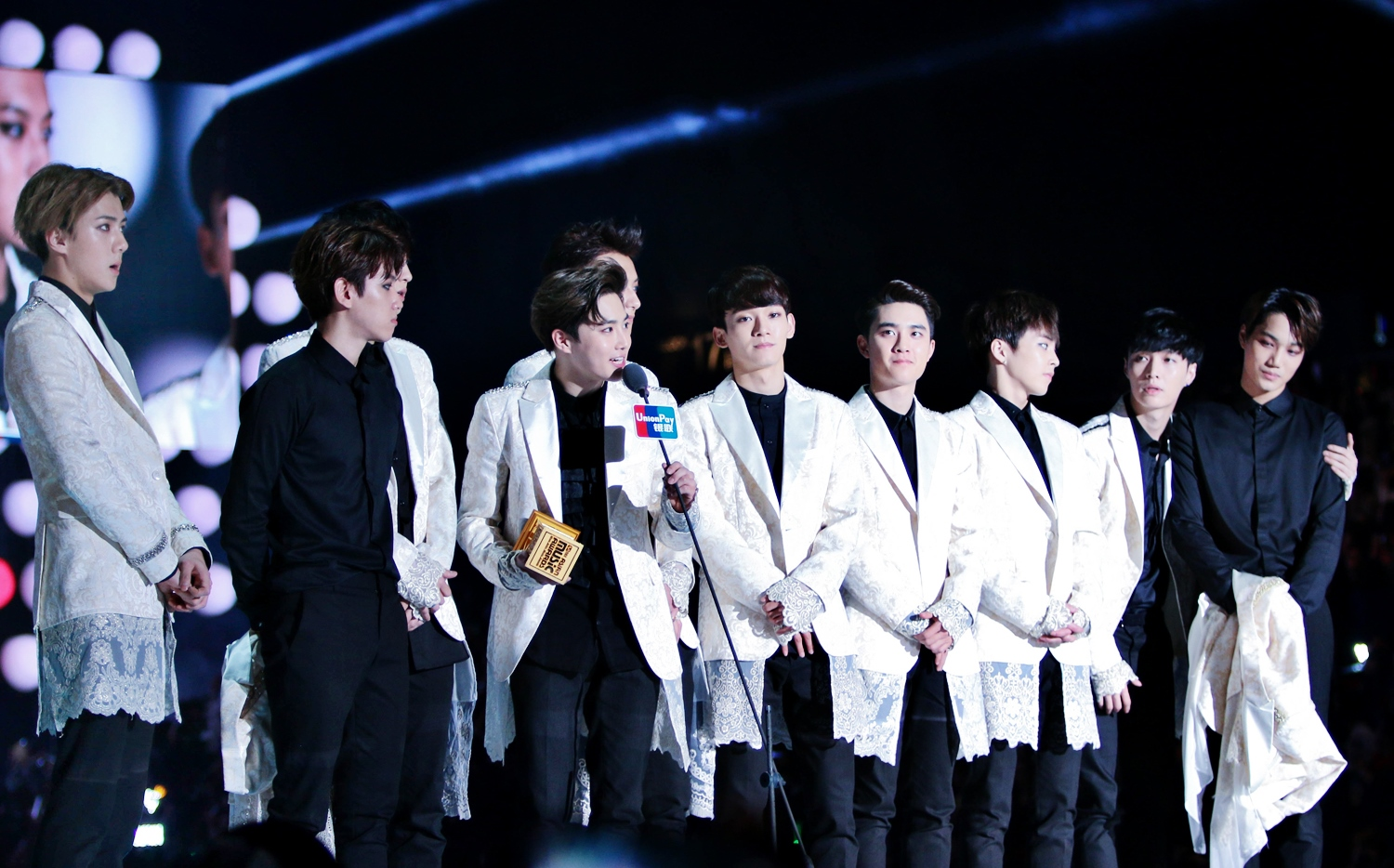
Exo (2014)

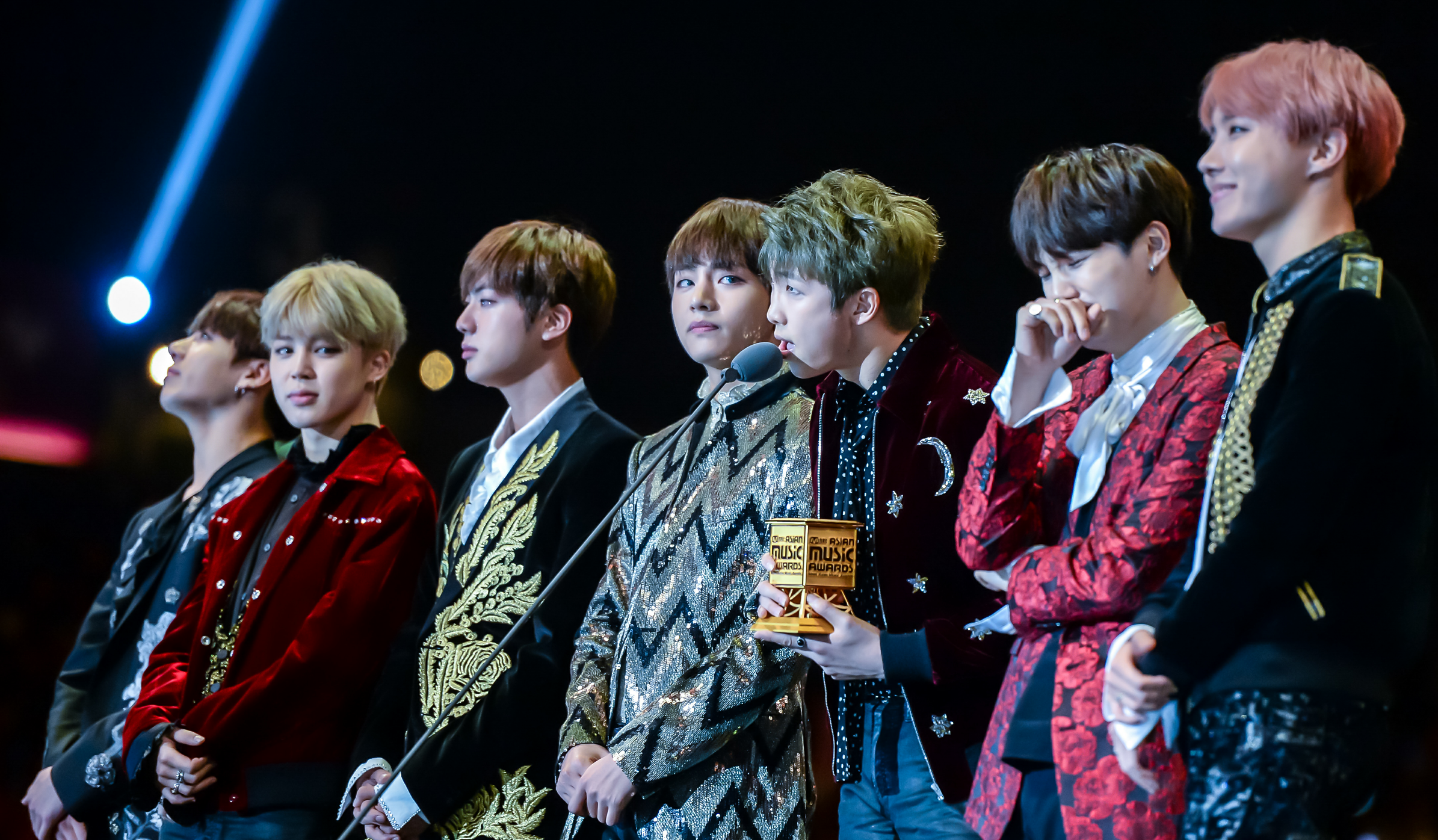
BTS (2016–22)

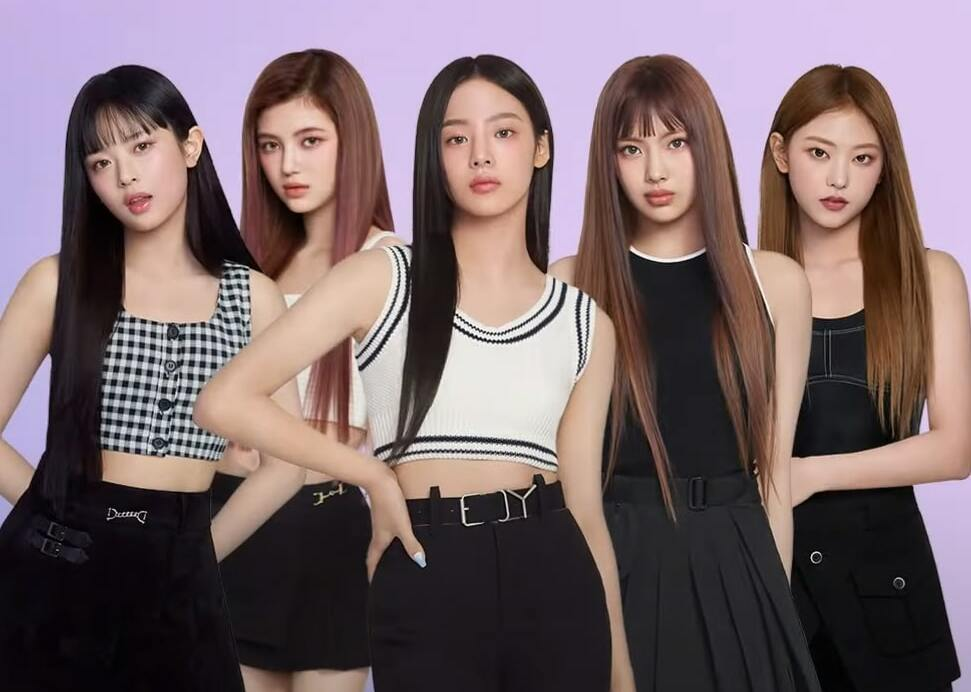
NewJeans (2023)

### Thập niên 2000
| Năm[I] | Nghệ sĩ                       |
| ------ | ----------------------------- |
| 2006   | TVXQ                          |
| 2006   | Baek Ji-young                 |
| 2006   | Buzz                          |
| 2006   | Rain                          |
| 2006   | SG Wannabe                    |
| 2007   | Super Junior                  |
| 2007   | Big Bang                      |
| 2007   | SG Wannabe                    |
| 2007   | Wonder Girls                  |
| 2007   | Yangpa                        |
| 2008   | Big Bang                      |
| 2008   | Lee Hyori                     |
| 2008   | Seo Taiji                     |
| 2008   | TVXQ                          |
| 2008   | Wonder Girls                  |
| 2009   | 2PM                           |
| 2009   | Không công bố danh sách đề cử |

### Thập niên 2010
| Năm[I] | Nghệ sĩ           |
| ------ | ----------------- |
| 2010   | 2NE1              |
| 2010   | 2AM               |
| 2010   | 2PM               |
| 2010   | Girls' Generation |
| 2010   | Miss A            |
| 2011   | Girls' Generation |
| 2011   | 2NE1              |
| 2011   | Beast             |
| 2011   | Big Bang          |
| 2011   | IU                |
| 2012   | Big Bang          |
| 2012   | Busker Busker     |
| 2012   | Psy               |
| 2012   | Sistar            |
| 2012   | Super Junior      |
| 2013   | G-Dragon          |
| 2013   | Cho Yong-pil      |
| 2013   | Exo               |
| 2013   | Girls' Generation |
| 2013   | Psy               |
| 2014   | Exo               |
| 2014   | 2NE1              |
| 2014   | Girls' Generation |
| 2014   | IU                |
| 2014   | Taeyang           |
| 2015   | Big Bang          |
| 2015   | Exo               |
| 2015   | Girls' Generation |
| 2015   | Shinee            |
| 2015   | Zion.T            |
| 2016   | BTS               |
| 2016   | Exo               |
| 2016   | GFriend           |
| 2016   | Taeyeon           |
| 2016   | Twice             |
| 2017   | BTS               |
| 2017   | Exo               |
| 2017   | IU                |
| 2017   | Twice             |
| 2017   | Wanna One         |
| 2018   | BTS               |
| 2018   | Blackpink         |
| 2018   | Mamamoo           |
| 2018   | Twice             |
| 2018   | Wanna One         |
| 2019   | BTS               |
| 2019   | Blackpink         |
| 2019   | Chungha           |
| 2019   | Exo               |
| 2019   | Twice             |

### Thập niên 2020
| Năm[I] | Nghệ sĩ    |
| ------ | ---------- |
| 2020   | BTS        |
| 2020   | Blackpink  |
| 2020   | Exo        |
| 2020   | IU         |
| 2020   | Twice      |
| 2021   | BTS        |
| 2021   | Aespa      |
| 2021   | IU         |
| 2021   | NCT 127    |
| 2021   | Oh My Girl |
| 2022   | BTS        |
| 2022   | (G)I-dle   |
| 2022   | Blackpink  |
| 2022   | IVE        |
| 2022   | Stray Kids |
| 2023   | NewJeans   |
| 2023   | IVE        |
| 2023   | NCT Dream  |
| 2023   | Seventeen  |
| 2023   | Stray Kids |
| 2024   | Seventeen  |
| 2024   | aespa      |
| 2024   | Jungkook   |
| 2024   | NewJeans   |
| 2024   | Stray Kids |

^[I]  Mỗi năm đều có liên kết đến bài viết về Giải thưởng âm nhạc châu Á Mnet được tổ chức trong năm đó.

## Kỷ lục
Chỉ có hai nghệ sĩ, Big Bang và BTS, nhận được giải MAMA cho Nghệ sĩ của năm nhiều hơn một lần. BTS là nghệ sĩ duy nhất nhận được giải thưởng trong các năm liên tiếp.
| Nghệ sĩ  | Số lần đoạt giải | Năm đoạt giải đầu tiên | Năm đoạt giải gần nhất |
| -------- | ---------------- | ---------------------- | ---------------------- |
| BTS      | 6                | 2016                   | 2022                   |
| Big Bang | 3                | 2008                   | 2015                   |